# Michaela Schober

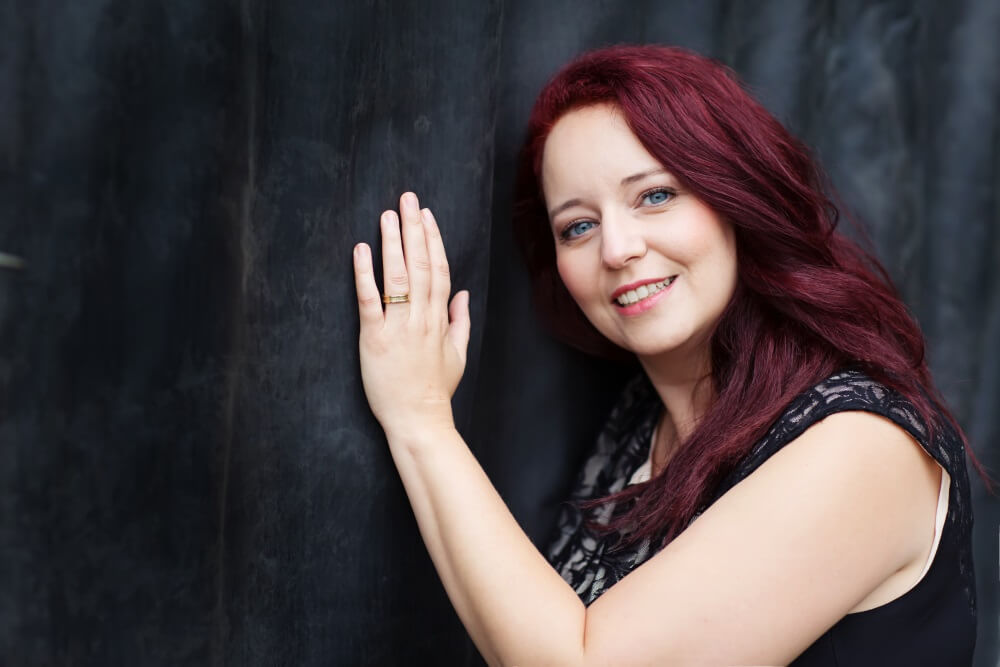
Michaela Schober

Michaela Schober (* 20. Juli 1980 in München) ist eine deutsche Sängerin (Sopran), Musicaldarstellerin und Vokalpädagogin.

## Leben
Michaela Schober wuchs in Bayern auf. Musik spielte schon in ihrer Kindheit eine große Rolle. Sie lernte Klavier, Gitarre, Flöte und Akkordeon zu spielen.
2001 kam sie nach Niedersachsen, um an der German Musical Academy in Osnabrück Gesang, Schauspiel und Tanz zu studieren. In dieser Zeit nahm sie   sowohl am Landes- als auch am Bundeswettbewerb Gesang teil. 2004 schloss sie ein Studium zur diplomierten Musicaldarstellerin ab.
Es folgte ein weiteres Studium der Vokalpädagogik am Konservatorium Osnabrück.
Schon während ihrer Ausbildung wirkte Michaela Schober als Musicaldarstellerin in Theaterproduktionen der Freilichtspiele Tecklenburg mit. Eine Zusammenarbeit, die über mehrere Jahre andauerte und die ihr die Gelegenheit gab, unter anderem in den Musicals   Cinderella, Les Misérables, Mozart! oder Die Schöne und das Biest aufzutreten. Als Cross Swing "Gesang" gehörte sie von 2008 bis 2010 zum Ensemble von Tanz der Vampire am Stage Metronom Theater Oberhausen sowie am Stage Palladium Theater Stuttgart. Nach einem weiteren Engagement bei den Freilichtspielen Tecklenburg 2011 (Jesus Christ Superstar) war sie 2012 bis 2013 abermals im Stage Palladium Theater Stuttgart zu sehen, wo Schober zum Ensemble von Rebecca gehörte. 2012 bis 2014 erhielt  in der Uraufführung von Ein Lied von Freiheit die Rolle der Giuseppina Verdi. Mit Sophies Traum folgte 2014 eine weitere Uraufführung, in der sie die weibliche Hauptrolle der Elise übernahm. 2016 erhielt sie mit Friedelinds Wahnfried erneut die Möglichkeit bei einer Uraufführung in der weiblichen Hauptrolle (Friedelind Wagner) mitzuwirken. Im gleichen Jahr verkörperte sie in Schwäbisch Gmünd die Irene Molloy in Hello, Dolly!. Michaela Schober gehört zum Original-Ensemble von Luther!. Das Pop-Oratorium hatte seine Uraufführung   am Reformationstag 2015, anlässlich des 500. Reformationsjubiläums 2017 folgte eine bundesweite Tournee. Neben den mitwirkenden Musicaldarstellern und einem großen Orchester gibt es an jedem Auftrittsort einen eigens zusammengestellten, mehrere hundert Sänger starken Chor. 2018 steht neben weiteren deutschen Städten auch die Schweizer Uraufführung auf dem Programm. Ebenfalls   2018 hat die Sängerin  zum dritten Mal eine Rolle in der Uraufführung eines Musicals aus der musikalischen Feder von Mario Stork gestaltet. In Nimmerwiedermehr – Das Kinderkrankenhaus von Rothenburgsort hat sie die Partie der Frieda Esserlin übernommen. Die Premiere fand in der Thomas-Kirche in Hamburg-Rothenburgsort statt.
Eine enge Zusammenarbeit verbindet Michaela Schober seit 2010 mit Sound of Music-Concerts. Damals nahm sie an einer Audition teil, bei der man eine Gast-Sängerin für die Tournee eines  Musicalsängers suchte. In den folgenden Jahren begleitete sie Jan Ammanns Solo-Tourneen Lampenfieber, Musical und Farbenblind und wurde damit einem   Musical-Publikum auch als Sängerin verschiedener anderer Musikgenres bekannt. Für den Konzertveranstalter stand sie außerdem in   anderen Konzertformaten und Shows mit   Musical-Kollegen auf der Bühne.
2017 stellte die Sängerin ihr erstes Solo-Programm Auf der Straße der Erinnerung vor, mit dem sie seither in mehreren Städten zu Gast war. In den Tresohr-Studios Oberhausen entstand ein Live-Mitschnitt, der als CD unter gleichem Namen veröffentlicht wurde. Dies ist ihre zweite Solo-CD,   2013 erschien das Studio-Album Musicals From The Heart. Darüber hinaus ist Michaela Schober auf mehreren Cast Alben und Kompilationen zu hören.
Michaela Schober ist verheiratet und hat eine Tochter. Sie lebt mit ihrer Familie in Oberhausen.

## Stimmbildung und Gesangspädagogik
Neben ihren Bühnenengagements ist Michaela Schober als Gesangslehrerin und Stimmbildnerin tätig.
Gemeinsam mit Mario Stork, dem musikalischen Leiter  von Sound of Music-Concerts, betreut sie seit 2013 den Sound of Music-Chor Gelsenkirchen, wo sie als künstlerische Leiterin für Stimmbildung, Staging und Choreographie verantwortlich zeichnet.

## Theaterengagements
- 2004: Die Schöne und das Biest (Freilichtspiele Tecklenburg) als Rosenfee
- 2004: Dracula (Freilichtspiele Tecklenburg) als Ensemblemitglied
- 2005: Camelot (Freilichtspiele Tecklenburg) als Nimue, Lady Anne
- 2006: Les Misérables (Freilichtspiele Tecklenburg) als Ensemblemitglied
- 2006: Mozart! (Stadthalle Lübbecke) als Baronin von Waldstätten
- 2007: Jekyll & Hyde (Freilichtspiele Tecklenburg) als Ensemblemitglied
- 2008: Mozart! (Freilichtspiele Tecklenburg) als Aloysia und Ensemblemitglied
- 2008: Cinderella (Freilichtspiele Tecklenburg) als Stiefschwester Mirinda
- 2008–2010: Tanz der Vampire (Metronom Theater Oberhausen und Palladium Theater Stuttgart) als Cross Swing "Gesang"
- 2010: Aschenputtel (Deutschlandtournee) als Böse Stiefmutter
- 2011: Jesus Christ Superstar (Freilichtspiele Tecklenburg) als Ensemblemitglied, Soul Girl und Mädchen am Feuer
- 2012–2013: Rebecca (Palladium Theater Stuttgart) als Ensemblemitglied
- 2012–2014: Ein Lied von Freiheit – Uraufführung (Gelsenkirchen) als Giuseppina Verdi
- 2014: Sophies Traum – Uraufführung (Essen) als Elise
- 2016: Hello, Dolly! (Kolping Musiktheater Schwäbisch Gmünd) als Irene Molloy
- 2015–2018: Luther (Deutschlandtournee) als Ensemblemitglied
- 2016: Friedelinds Wahnfried – Uraufführung (Haus Wahnfried, Bayreuth) als Friedelind Wagner
- 2018: Nimmerwiedermehr – Das Kinderkrankenhaus von Rothenburgsort – Uraufführung am 30. Juni 2018 (Hamburg) als Frieda Esserlin
- 2020: Die Päpstin (Kolping Musiktheater Schwäbisch Gmünd) als Mutter/Marioza (Doppelrolle)
- 2023: Wonderful Town (Kolping Musiktheater Schwäbisch Gmünd) als Ruth Sherwood
- 2025: Im weißen Rössl (Kolping Musiktheater Schwäbisch Gmünd) als Josepha Vogelhuber

## Konzerte

### Solo
- 2017–2018: Auf der Straße der Erinnerung (Haltern am See, Oberhausen, Stuttgart, Winterberg, Datteln)

### Gast
- 2005: Musical Classics Gala (Wien)
- 2006–2007: Musical Starlights (Europatournee)
- 2007–2008: The Best Of Musicals (Europatournee)
- 2011–2012: Jan Ammann – Lampenfieber-Tour (Deutschlandtournee)
- 2013: Gentlemen Of Musical (Oberhausen, Berlin, Filderstadt)
- 2013–2016: Jan Ammann – Musical-Tour (Filderstadt, Füssen, Oberhausen und Wien)
- 2013: 40 Jahre Deutschland – Die Schlagershow (Filderstadt)
- 2014–2015: Jan Ammann – Farbenblind-Tour (Berlin, Filderstadt, Hamburg, Oberhausen, Wien)
- 2014: Nico Müller – Music Was My First Love (Bad Elster)
- 2014: Classic Night Reutlingen (Reutlingen)
- 2014–2017: Michael Kunze – A Musical Tribute (Filderstadt, Oberhausen, Wien)
- 2014: Stille Nacht – Lieder zur Weihnachtszeit (Dortmund, Filderstadt)
- 2015: Stratmanns Winterzauber (Revue Palast Ruhr Herten)
- 2016–2017: Germany: 12 Points! (Essen, Filderstadt, Gießen)
- 2016: Andreas Bieber – So kann das Leben sein (Essen, Stuttgart)
- 2016–2018: Merci Chérie (A-Amstetten, Halle (Westfalen), Hockenheim, Wiener Neustadt)
- 2016: Lebenslieder (Essen, Filderstadt)
- 2016: Winterzauber (Leonberg, Lippstadt)
- 2016: Jan Ammann – Musical Christmas Edition (Coesfeld)
- 2017: Mitternachtsball – Theatre Of Blood (Essen)
- 2017: Gentlemen Of Musical – Winter Edition (Berlin, Filderstadt, Oberhausen)
- 2018: Inside Sound Of Music (Oberhausen)
- 2018: Movie Dreams (Bochum)

## Diskografie

### Solo
- 2013: Musicals From The Heart (Studio-Album, 12 Tracks)
- 2017: Auf der Straße der Erinnerung (Live-Album, 18 Tracks)

### Cast-Alben / Kompilationen
- 2012: Rebecca (Cast Album Stuttgart)
- 2013: Lampenfieber (Live-CD Jan Ammann)
- 2014: Ein Lied von Freiheit (Cast Album)
- 2014: Sophies Traum (Cast Album)
- 2014: Musical Friends For Charity (Kompilation)
- 2014: Best Of Musical (Kompilation)
- 2015: Best Of Musical Hits (Kompilation)
- 2015: Superstars des Musicals Vol. 2 (Kompilation)
- 2015: Luther (Cast Album)
- 2016: Wunder geschehen (Solo-Album Jan Ammann)